# علم غينيا
علم غينيا (بالفرنسية: drapeau de la Guinée) هو العلم الوطني لغينيا أعتمد في 10 تشرين الثاني - نوفمبر من سنة 1958.

## معنى الوان العلم
- الأحمر وهو يرمز إلى دماء الذين ضحوا من أجل استقلال البلاد عن الاستعمار الأجنبي واللون الأحمر يقابل الكلمة الأولى من شعار البلاد وهو العمل.[4]
- الأصفر وهو ترمز إلى الشمس الأفريقية وكذلك إلى الذهب واللون الأصفر تقابل الكلمة الثانية من شعار البلاد وهي العدالة.
- الأخضر وهو يرمز إلى الغطاء النباتي للبلاد وكذلك إلى الزراعة ويرمز اللون الأخضر أيضا إلى الصعوبات التي تواجه سكان الريف واللون الأخضر يقابل الكلمة الثالثة من شعار البلاد وهو التضامن.

## الألوان
| (1958–حتى الآن)                      | أحمر             | أصفر             | أخضر          |
| ------------------------------------ | ---------------- | ---------------- | ------------- |
| بانتون                               | 186c             | 116c             | 340c          |
| النموذج اللوني سيان ماجنتا أصفر أسود | 0-0.92-0.82-0.19 | 0-0.17-0.91-0.01 | 1-0-0.35-0.42 |
| النموذج اللوني أحمر أخضر أزرق        | 206-17-38        | 252-209-22       | 0-148-96      |
| ألوان الويب                          | #CE1126          | #FCD116          | #009460       |

## أعلام متشابهة
ألوان العلم من اليسار إلى اليمين هي عكس علم مالي. والعلم مشابه أيضًا للعلم السابق لرواندا، الذي كان تصميمه مستوحى من علم مملكة رواندا، وكان الفارق الوحيد هو حرف R الأسود الكبير.